# Lucknow
Lucknow, auch Lakhnau (Hindi: लखनऊ, Urdu: لکھنو; Ausspracheⓘ [ˈlʌkʰnʌuː]), ist die Hauptstadt des Bundesstaates Uttar Pradesh in Indien.
Sie hatte beim Zensus 2011 eine Einwohnerzahl von rund 2,8 Millionen, ist Industriezentrum (Textilindustrie, Metallverarbeitung, Kunsthandwerk), Verkehrsknoten (Straße, Eisenbahn, Metro Lucknow und Flughafen Lucknow) und liegt 516 Kilometer östlich von Delhi an der Gomti. Unter Sprachpuristen gilt Lucknow als der Ort, in dem das reinste Urdu und Hindi gesprochen wird.
Lucknow hat ein schnelles Bevölkerungswachstum. Für 2050 wird mit einer Bevölkerung von über 6,3 Millionen Menschen im Ballungsraum gerechnet.
|                       | Jan  | Feb  | Mär  | Apr  | Mai  | Jun   | Jul   | Aug   | Sep   | Okt  | Nov  | Dez  |   |       |
| Mittl. Tagesmax. (°C) | 22,4 | 26,1 | 32,2 | 38,1 | 40,2 | 38,5  | 33,9  | 33,0  | 33,1  | 32,6 | 29,0 | 24,2 | ⌀ | 32    |
| Mittl. Tagesmin. (°C) | 7,4  | 10,0 | 14,7 | 20,6 | 24,7 | 26,9  | 26,1  | 25,6  | 24,3  | 19,2 | 12,4 | 8,2  | ⌀ | 18,4  |
|                       |      |      |      |      |      |       |       |       |       |      |      |      |   |       |
| Niederschlag (mm)     | 18,9 | 17,6 | 8,7  | 6,2  | 20,1 | 105,6 | 269,7 | 265,9 | 197,3 | 46,7 | 7,3  | 15,2 | Σ | 979,2 |
|                       |      |      |      |      |      |       |       |       |       |      |      |      |   |       |
| Regentage (d)         | 1,9  | 1,8  | 1,3  | 0,8  | 1,8  | 6,6   | 13,5  | 16    | 9,5   | 1,7  | 0,5  | 0,8  | Σ | 56,2  |

| 7,4 |

| 10,0 |

| 14,7 |

| 20,6 |

| 24,7 |

| 26,9 |

| 26,1 |

| 25,6 |

| 24,3 |

| 19,2 |

| 12,4 |

| 8,2 |

| 7,4 |

| 10,0 |

| 14,7 |

| 20,6 |

| 24,7 |

| 26,9 |

| 26,1 |

| 25,6 |

| 24,3 |

| 19,2 |

| 12,4 |

| 8,2 |

## Geschichte
Die Stadt entstand im Jahre 1528 auf Befehl von Babur (1483–1530), dem Begründer des Mogulreiches. Ab Mitte des 18. Jahrhunderts, als das Mogulreich im Niedergang begriffen war, verlagerte sich das islamische Machtzentrum langsam von Delhi in die Provinz Avadh. 1775 verlegte Asaf-ud-Daula (1775–1797) die Hauptstadt seines Königreiches Avadh von Faizabad nach Lucknow. Avadh wurde ein Magnet für Dichter und Künstler, wo Hindus und Muslime harmonisch zusammenarbeiteten. Lucknow war auch ein wichtiger Ort der schiitischen Kultur und der islamischen Rechtsprechung. Die Rechtsgelehrtenschule „Farangi Mahal“ zog sogar Schüler aus China und Mittelasien an. Die sunnitische Schule von Lucknow wurde zu Beginn des 18. Jahrhunderts gegründet.
Dass die Briten den letzten Nawab von Avadh Wajid Ali Shah (1822–1887) im Jahre 1856 seines Amtes enthoben, gilt als eine der Ursachen des indischen Aufstands von 1857. 1856 nahmen britische Streitkräfte die Stadt ein. Während der folgenden Belagerung von Lucknow war die Stadt Schauplatz erbitterter Kämpfe zwischen britischen und aufständischen indischen Truppen.
Im Jahre 1921 wurde die Universität von Lucknow und 1984 das Indian Institute of Management gegründet. Die vielfach ausgezeichnete City Montessori School ist mit etwa 47.000 Schülern die größte Schule der Welt.
Im Jahre 2001 waren etwa 20,5 % der Einwohner Muslime.
| Jahr | Einwohnerzahl | Jahr | Einwohnerzahl |
| ---- | ------------- | ---- | ------------- |
| 1871 | 284.800       | 1951 | 496.900       |
| 1881 | 261.300       | 1961 | 595.400       |
| 1891 | 273.000       | 1971 | 814.000       |
| 1901 | 264.000       | 1981 | 1.007.604     |
| 1911 | 259.800       | 1991 | 1.669.204     |
| 1921 | 240.600       | 2001 | 2.245.509     |
| 1931 | 274.700       | 2011 | 2.902.601     |
| 1941 | 387.177       |      |               |

## Sehenswürdigkeiten

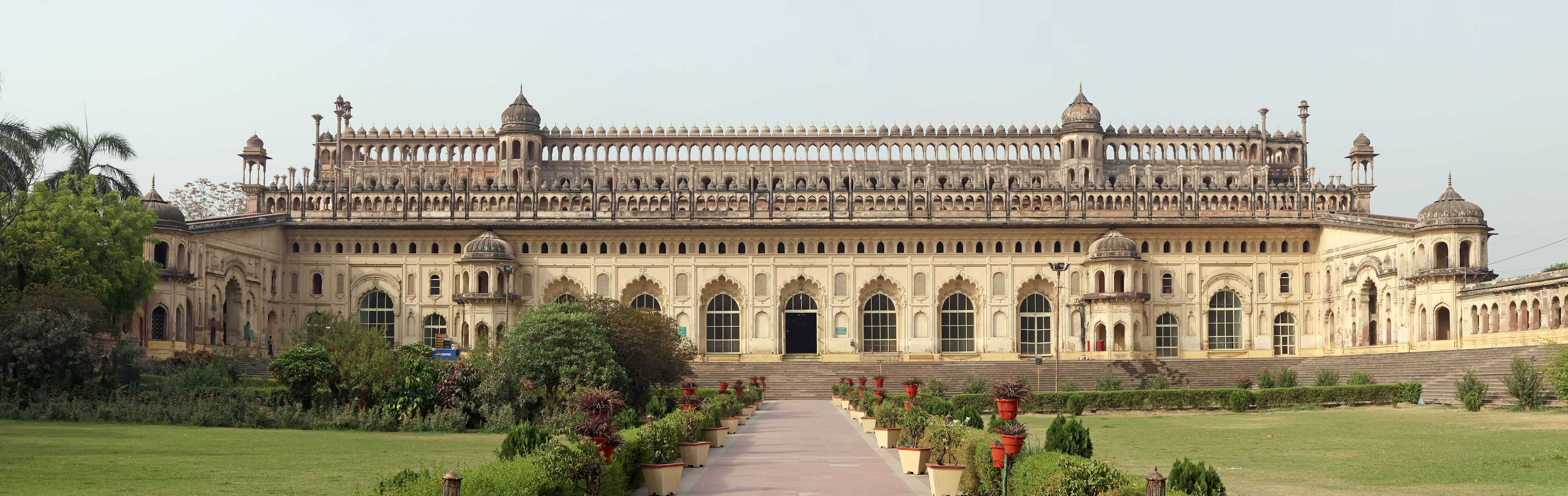
Bara Imambara

Die meisten Baudenkmäler befinden sich am oder in der Nähe des Südufers der Gomti, die bei Monsun anschwillt und dann von Fischerkanus überfüllt ist.
Im Westen der Stadt, nahe der das alte Lucknow begrenzenden „Hardinge Bridge“, liegen mehrere von den Nawabs von Awadh errichtete Bauten, darunter mehrere Imambaras („Häuser der Imame“), Versammlungshallen für die Verehrung der schiitischen Imame. Am sehenswertesten ist der Bara Imambara („Großes Haus des Imams“) aus dem 18. Jahrhundert, die eine der größten Gewölbehallen der Welt aufweist – 15 Meter hoch, 50 Meter lang und 16 Meter breit. Im Dachgeschoss befindet sich ein großes dreidimensionales Labyrinth.
Die Hauptstraße westlich der Haupteingangstore überspannt der kolossale, im Verfall begriffene Rumi Darwaza, ein Triumphbogen nach dem Vorbild der Hohen Pforte in Istanbul. Stufen führen zu offenen Räumen mit Ausblick auf die Baudenkmäler von Hussainabad.

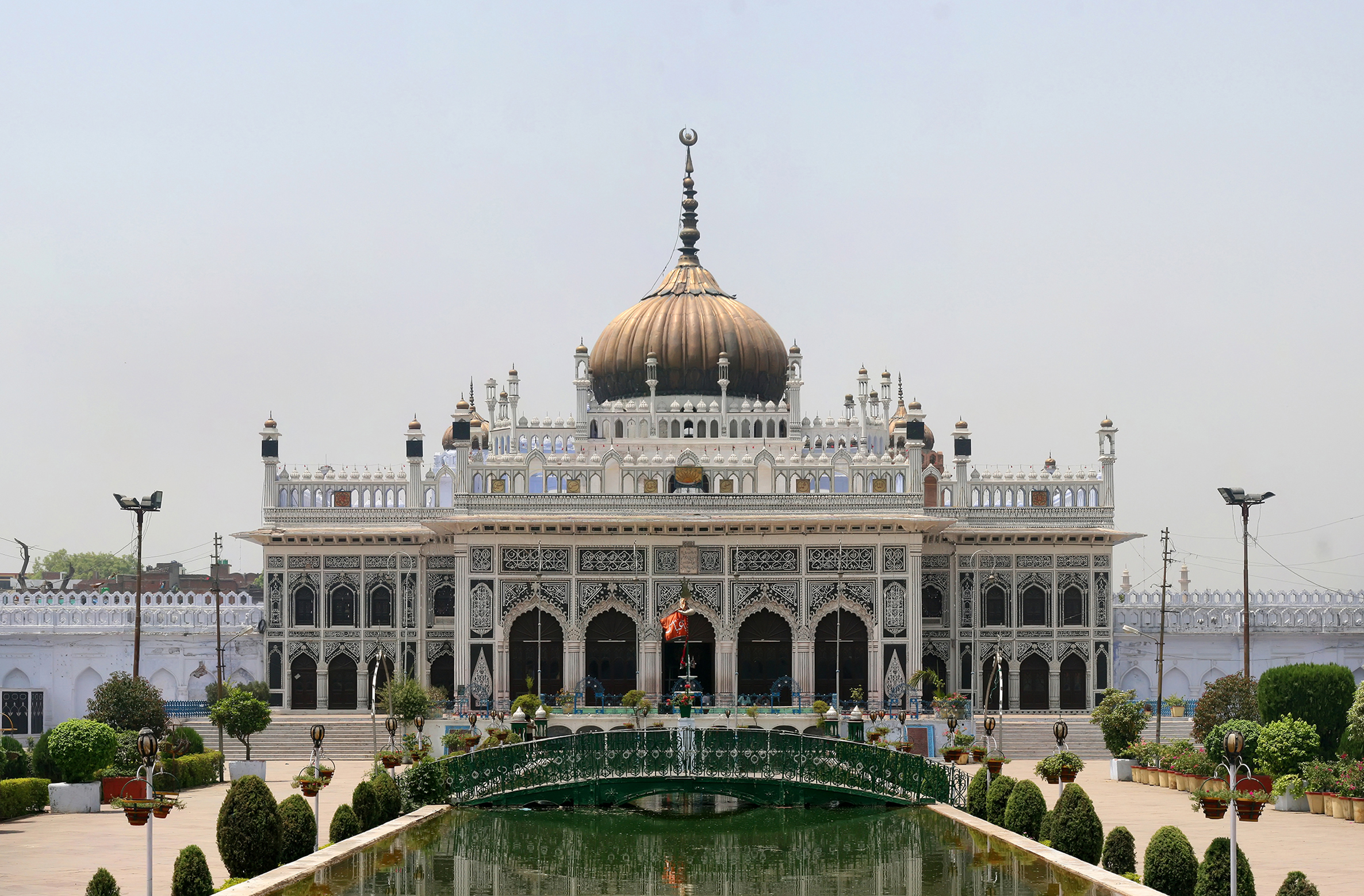
Chhota Imambara

Etwas weiter westlich befindet sich der Hussainabad Imambara, auch Chhota Imambara oder „Palast der Lichter“ genannt, denn wenn er zu besonderen Anlässen geschmückt und erleuchtet wird, gleicht er einem Märchenschloss. Der Imambara wurde 1837 von Muhammad Ali Shah (1837–1842) erbaut. Den 68 Meter hohen Hussainabad-Uhrturm in der Nähe des Rumi Darwaza konstruierte der britische Architekt Richard Roskell Bayne (1827–1901) im Jahr 1885.

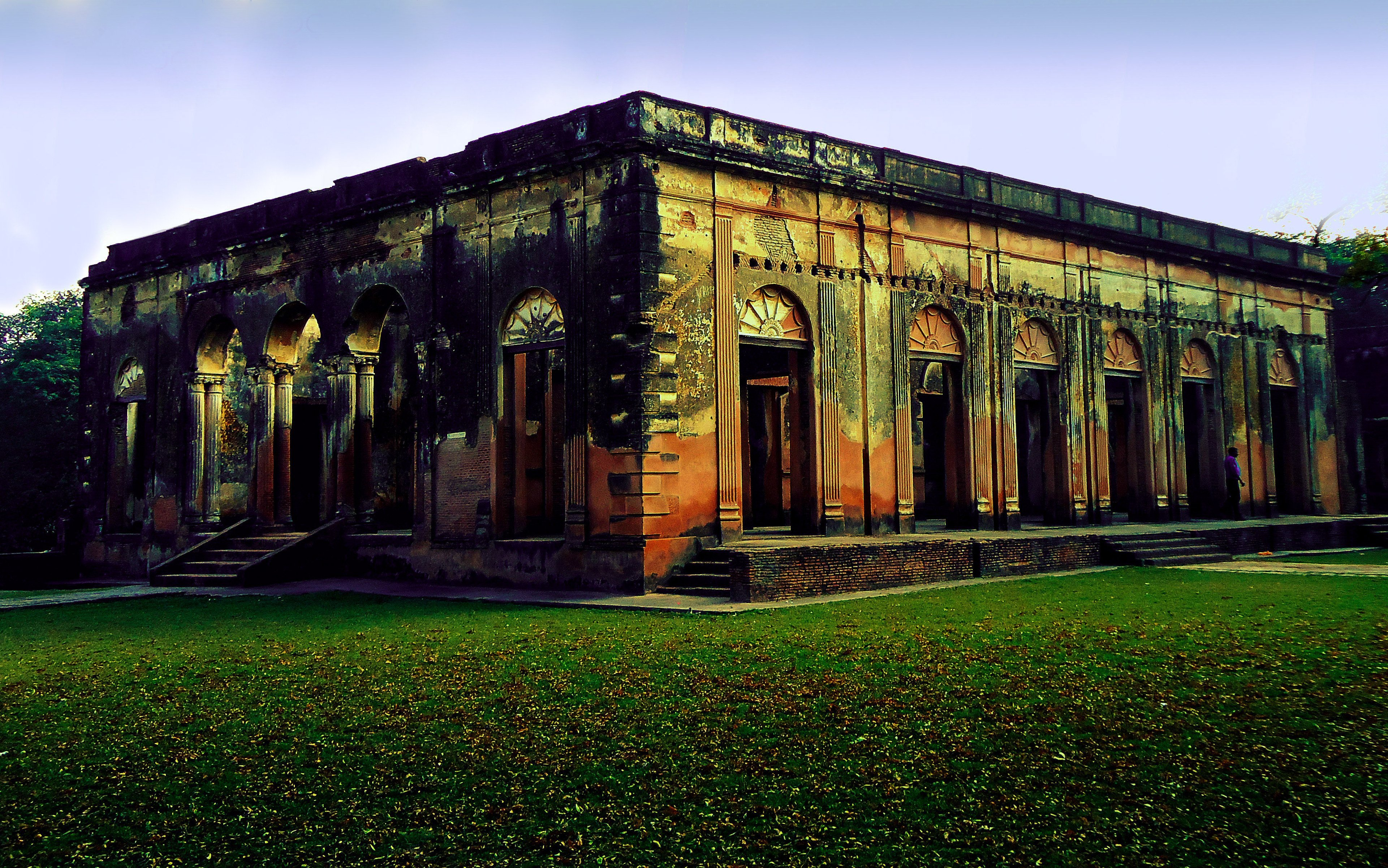
Die ehemalige britische „Residency“ in Lucknow 2010, von den Kämpfen gezeichnet

Inmitten einer Parkanlage südöstlich der Hardinge Bridge liegen die Ruinen der britischen „Residency“. Sie wurde genauso belassen, wie sie aussah, nachdem die monatelange Belagerung durch aufständische Inder am 17. November 1857 mit dem Einmarsch britischer Truppen unter Sir Colin Campbell schließlich ein Ende fand. Ihr von einer Kanonenkugel zerschmetterter Turm wurde zum Wahrzeichen des Durchhaltevermögens der Briten in Indien.
Am Fluss, in der Rana Pratap Marg, thront die riesige Kuppel des „Shah Najaf Imambara“, nach dem Mausoleum Alis im Irak benannt und am sehenswertesten im Lichterglanz während des schiitischen Muharram-Festes. In den Innenräumen ist unter anderem die versilberte Grabstätte des als dekadent und lasterhaft geltenden Ghazi-ud-din-Haidar (1814–1827) zu sehen, der gemeinsam mit drei seiner Ehefrauen begraben wurde. Dieser Imambara diente während des großen Aufstandes 1857 als Festung der Aufständischen. Am 16. November 1857 fand im angrenzenden Lustgarten Sikandrabag die entscheidende Schlacht statt, die es den Briten ermöglichte, die Residenz zu befreien. Campbells Truppen brauchten anderthalb Stunden, um sich den Weg freizukämpfen; dann brachen seine Sikhs und das 93. Highlander-Regiment durch.

## Sport
In Lucknow befindet sich mit dem Ekana International Cricket Stadium ein Test-Cricket-Stadion. In der Stadt bestreitet die Indische Cricket-Nationalmannschaft regelmäßig Heimspiele gegen andere Nationalmannschaften. Das Stadion war einer der Austragungsorte des Cricket World Cup 2023.

## Söhne und Töchter der Stadt
- Agha Hasan Abedi (1922–1995), pakistanischer Bankier
- Mirza Hameedullah Beg (1913–1988), Jurist
- Thompson Capper (1863–1915), Generalmajor der British Army
- Saleem Kidwai (1951–2021), Hochschullehrer und Autor
- Akhlesh Lakhtakia (* 1957), Elektroingenieur und Hochschullehrer
- Cliff Richard (* 1940), britischer Popsänger
- Gunjan Saxena (* 1975), Luftwaffenoffizierin